# Drusus discophoroides
Drusus discophoroides là một loài Trichoptera trong họ Limnephilidae. Chúng phân bố ở miền Cổ bắc.